# 埼玉県の土地区画整理事業一覧
埼玉県の土地区画整理事業一覧（さいたまけんのとちくかくせいりじぎょういちらん）は、埼玉県内で施行された、あるいは施行中の土地区画整理事業の一覧である。

## 施行事業一覧

### さいたま市
- さいたま市の土地区画整理事業一覧

### 川越市
- 川越狭山工業開発土地区画整理事業
- 藤間土地区画整理事業
- 藤間第二土地区画整理事業
- 高階第一土地区画整理事業：砂新田地域、昭和43年 - 51年、旧川越街道から西側の不老川以南の一部（現在の砂新田一丁目から四丁目）
- 並木土地区画整理事業
- 的場土地区画整理事業
- 川越駅西口土地区画整理事業（第1工区）
- 川越駅西口土地区画整理事業（第2工区）
- 並木西田土地区画整理事業
- 的場新町土地区画整理事業
- 富士見土地区画整理事業
- 川越鶴ヶ島土地区画整理事業
- 霞ヶ関土地区画整理事業
- 大塚新田土地区画整理事業
- 高階第2工区土地区画整理事業：川越市旧藤間地区（国道254号と東武東上線にはさまれた清水町・熊野町・諏訪町・稲荷町・藤原町、昭和38年 - 昭和45年にかけて、藤間土地区画整理組合、藤間第二土地区画整理組合施行）
- 高階第3工区土地区画整理事業
- 豊田新田農住組合土地区画整理事業
- 藤木土地区画整理事業
- 大塚新田第二土地区画整理事業
- 笠原東前原土地区画整理事業
- 岸町三丁目土地区画整理事業
- 中央通り沿道街区土地区画整理事業（市施行、埼玉県道229号本川越停車場線沿線）

### 熊谷市
- 上石第一土地区画整理事業
- 上之土地区画整理事業
- 籠原中央第一土地区画整理事業（籠原駅周辺）

### 川口市
- 鳩ヶ谷土地区画整理事業：南鳩ヶ谷一丁目 - 七丁目
- 川口土地区画整理事業：青木五丁目の一部、西青木二丁目の一部・三丁目 - 五丁目、中青木四丁目の一部・五丁目、上青木一丁目 - 五丁目、上青木西一丁目 - 五丁目、南前川二丁目
- 川口土地区画整理事業（第1区第1施行区）：芝新町
- 川口土地区画整理事業（第1区第2施行区）芝中田一丁目・二丁目の一部
- 川口土地区画整理事業（第2区）：並木一丁目の一部・二丁目 - 四丁目、西青木一丁目の一部、西川口一丁目・二丁目の一部・三丁目の一部
- 東部土地区画整理事業（第1工区）：東領家一丁目の一部・二丁目 - 五丁目、弥平二丁目の一部・四丁目、元郷六丁目の一部、領家三丁目の一部
- 東部土地区画整理事業（第2工区）：元郷一丁目 - 四丁目の各一部・五丁目・六丁目の一部、領家一丁目・二丁目、東領家一丁目の一部、末広一丁目の一部・二丁目、新井町の一部
- 東部土地区画整理事業（第3工区）：弥平一丁目・二丁目の一部・三丁目、末広二丁目・三丁目の各一部、朝日五丁目・六丁目の一部、元郷六丁目の一部、新井町の一部
- 朝日町土地区画整理事業：朝日一丁目の一部・二丁目
- 芝第7土地区画整理事業（第1工区）：芝一丁目
- 芝第7土地区画整理事業（第2工区）：芝下一丁目・二丁目
- 芝第6土地区画整理事業：芝二丁目・三丁目
- 芝第10土地区画整理事業：芝富士一丁目・二丁目の各一部
- 芝第8土地区画整理事業（第1工区）：前川三丁目・四丁目
- 芝第8土地区画整理事業（第2工区）：前川一丁目の一部
- 芝第9土地区画整理事業（第1工区）：前川一丁目の一部・二丁目、前上町、前川町二丁目の一部
- 芝第9土地区画整理事業（第2工区）：上青木六丁目
- 芝第1土地区画整理事業：芝西一丁目・二丁目、芝塚原一丁目・二丁目、大字芝の一部
- 新郷土地区画整理事業（第1工区）：本蓮一丁目の一部・二丁目・三丁目・四丁目の一部、江戸袋一丁目・二丁目の一部、江戸二丁目・三丁目の各一部
- 新郷土地区画整理事業（第2工区）：赤井一丁目 - 四丁目、東本郷一丁目・二丁目、江戸一丁目・二丁目の一部・三丁目の一部、本蓮一丁目の一部
- 芝東第1土地区画整理事業（第1工区）：柳根町、在家町、北園町の一部、柳崎五丁目の一部
- 芝東第1土地区画整理事業（第2工区）：柳崎一丁目 - 四丁目・五丁目の一部
- 戸塚土地区画整理事業（第1工区）：東川口一丁目 - 六丁目
- 戸塚土地区画整理事業（第2工区）：戸塚一丁目 - 五丁目、戸塚東一丁目 - 四丁目
- 戸塚第3土地区画整理事業：差間一丁目 - 三丁目、北原台一丁目 - 三丁目
- 八幡木土地区画整理事業：八幡木一丁目 - 三丁目
- 小渕土地区画整理事業：三ツ和一丁目 - 三丁目、坂下町三丁目の一部
- 新郷東部第1土地区画整理事業：新堀町、榛松一丁目 - 三丁目
- 南平柳土地区画整理事業：朝日一丁目の一部・三丁目の一部・四丁目・六丁目の一部、末広一丁目 - 三丁目の各一部、領家三丁目の一部・四丁目
- 前田・辻土地区画整理事業：鳩ヶ谷緑町一丁目・二丁目
- 戸塚鋏下境土地区画整理事業：戸塚鋏町、戸塚境町
- 安行出羽土地区画整理事業：安行出羽一丁目 - 五丁目
- 長蔵新田土地区画整理事業：長蔵一丁目 - 三丁目
- 戸塚鋏下境第2土地区画整理事業：戸塚六丁目
- 根堤土地区画整理事業：安行吉蔵の一部、安行出羽四丁目の一部
- 芝東第5土地区画整理事業：施行中
- 芝東第6土地区画整理事業：施行中
- 芝東第4土地区画整理事業：施行中
- 芝東第3土地区画整理事業：施行中
- 里土地区画整理事業：施行中
- 石神西立野土地区画整理事業：施行中
- 安行藤八土地区画整理事業：施行中
- 新郷東部第2土地区画整理事業：施行中
- 芝中央沿道第1土地区画整理事業：施行中
- 川口市戸塚南部土地区画整理事業：施行中
- 川口市戸塚東部土地区画整理事業：施行中

### 行田市
- 行田第一土地区画整理事業
- 清水町土地区画整理事業
- 富士見第1工区土地区画整理事業
- 富士見第2工区土地区画整理事業
- 富士見第4工区土地区画整理事業
- 蔵場土地区画整理事業
- 門井土地区画整理事業
- 行田駅前土地区画整理事業
- 棚田土地区画整理事業
- 富士見第3工区土地区画整理事業
- 長野土地区画整理事業

### 秩父市
- 秩父駅前土地区画整理事業

### 所沢市
- 北所沢土地区画整理事業：1957年－1960年（県施工）
- 所沢第一土地区画整理事業：1962年－1967年（市施工）
- 所沢市北野土地区画整理事業：1968年－1977年（市施工）
- 上新井土地区画整理事業：1971年－1981年（市施工）
- 松郷工業団地土地区画整理事業：1980年－1983年(組合施工)
- 椿峰ニュータウン所沢市椿峰土地区画整理事業：1975年－1985年（組合施工）
- 東所沢土地区画整理事業：1971年－1986年（市施工）
- 所沢駅東口土地区画整理事業：1974年－1986年（市施工）
- 中富南部特定土地区画整理事業：1980年－1990年（組合施工）
- 牛沼土地区画整理事業：1995年－1997年（組合施工）
- 荒幡土地区画整理事業：1997年－2000年（組合施工）
- 椿峰ニュータウン所沢市第二椿峰土地区画整理事業：1993年－2005年（組合施工）
- 山口土地区画整理事業：2002年－2004年（組合施工）
- 狭山ヶ丘駅東口土地区画整理事業：1984年－2010年（市施工）
- 第二上新井特定土地区画整理事業：1989年－2013年（市施工）
- 東北土地区画整理事業（所沢カルチャーパーク）
- 所沢市北秋津地区土地区画整理事業

- 狭山ヶ丘土地区画整理事業：1987年－2028年（予定）（市施工）
- 所沢駅西口土地区画整理事業：2015年－2025年（予定）（市施工）
- 北秋津・上安松土地区画整理事業：2017年－2026年（予定）（組合施工）
- 若松町土地区画整理事業：2019年－2024年（予定）（組合施工）
- 三ケ島工業団地周辺地区土地区画整理事業：2023年－2030年（予定）（組合施工）
- 下安松東土地区画整理事業：2023年－2029年（予定）（組合施工）

### 飯能市
- 飯能南台特定土地区画整理事業
- 前ヶ貫・矢颪土地区画整理事業：1993年 - 2006年、市施行
- 久下土地区画整理事業
- 中山土地区画整理事業
- 双柳土地区画整理事業
- 笠縫土地区画整理事業
- 双柳南部土地区画整理事業
- 岩沢北部土地区画整理事業
- 岩沢南部土地区画整理事業

### 加須市
- 三俣土地区画整理事業：（昭和44年完了）
- 久下土地区画整理事業：（昭和46年完了）
- 加須工業開発土地区画整理事業：（埼玉県施行、昭和46年完了）
- 花崎土地区画整理事業：（昭和62年完了）
- 久下第二特定土地区画整理事業：（平成元年完了）
- 不動岡土地区画整理事業：（平成24年完了）
- 花崎駅北特定土地区画整理事業：（旧住宅都市整備公団施行、昭和63年完了）
- 加須大利根土地区画整理事業：（加須市・旧住宅都市整備公団共同施行、昭和61年完了）
- 三俣第二土地区画整理事業：（平成27年完了）
- 川口土地区画整理事業：（平成7年完了）
- 加須インター周辺土地区画整理事業：（組合施行、平成9年完了）
- 野中土地区画整理事業
- 栗橋駅西（大利根地区）土地区画整理事業：（平成28年完了）
- 新道上土地区画整理事業：（組合施行、平成19年完了）
- 騎西第一土地区画整理事業：（旧騎西町施行、昭和51年完了）
- 騎西第一土地区画整理事業（第二工区）：（旧騎西町施行、昭和52年完了）
- 騎西工業団地土地区画整理事業：（旧騎西町施行、昭和63年完了）
- 根古屋・外川土地区画整理事業：（旧騎西町施行、平成9年完了）
- 正能・戸崎土地区画整理事業

### 本庄市
- 駅南土地区画整理事業
- 見福土地区画整理事業
- 女堀土地区画整理事業
- 朝日町土地区画整理事業
- 小島西土地区画整理事業
- 本庄新都心土地区画整理事業
- 児玉南土地区画整理事業

### 東松山市
- 市の川特定土地区画整理事業：組合施行
- 和泉町土地区画整理事業
- 高坂駅東口第一土地区画整理事業
- 東部土地区画整理事業：昭和53年完了
- 中部第一特定土地区画整理事業：組合施行（昭和62年完了）
- 東平第一特定土地区画整理事業：組合施行（昭和62年完了）
- 高坂丘陵土地区画整理事業（高坂ニュータウン）：旧住宅都市整備公団施行（昭和62年完了）
- 高坂駅西口土地区画整理事業：平成2年完了
- 松本町土地区画整理事業：平成11年完了
- 箭弓町三丁目土地区画整理事業：平成18年完了
- 高坂駅東口第二特定土地区画整理事業（むさし緑園都市、うらら花高坂）：都市再生機構施行（平成23年完了）
- 葛袋土地区画整理事業：平成26年完了
- 藤曲土地区画整理事業：平成29年完了

### 春日部市
- 内牧第一土地区画整理事業
- 内牧第二土地区画整理事業
- 梅田土地区画整理事業
- 梅田第二土地区画整理事業
- 春日部駅東口駅前土地区画整理事業
- 春日部駅西口南土地区画整理事業
- 西部第一土地区画整理事業
- 西部第二土地区画整理事業
- 西部第三土地区画整理事業
- 西部第六土地区画整理事業
- 西部第七土地区画整理事業
- 千間台土地区画整理事業
- 豊野工業団地土地区画整理事業
- 新方袋東土地区画整理事業
- 浜川戸土地区画整理事業
- 藤塚土地区画整理事業
- 藤塚第二土地区画整理事業
- 藤塚第三土地区画整理事業
- 藤塚新田土地区画整理事業
- 南一丁目土地区画整理事業
- 宝珠花土地区画整理事業
- 岩槻春日部土地区画整理事業
- 西金野井第二土地区画整理事業

### 狭山市
- 川越狭山工業開発土地区画整理事業
- 狭山台土地区画整理事業
- 上広瀬土地区画整理事業
- 狭山市駅東口土地区画整理事業
- 下川原土地区画整理事業
- 柏原農住組合土地区画整理事業
- 柏原鳥之上土地区画整理事業
- 上広瀬西久保土地区画整理事業
- 入曽駅東口土地区画整理事業

### 羽生市
- 栄町土地区画整理事業
- 元町土地区画整理事業
- 小松道土地区画整理事業
- 大和町土地区画整理事業
- 上新郷土地区画整理事業
- 旭町土地区画整理事業
- 東谷土地区画整理事業
- 新田土地区画整理事業
- 宮田土地区画整理事業
- 城沼土地区画整理事業
- 栃木土地区画整理事業
- 大沼土地区画整理事業
- 南羽生土地区画整理事業
- 岩瀬土地区画整理事業

### 鴻巣市
- 原馬室・滝馬室土地区画整理事業
- 広田中央特定土地区画整理事業
- 三ツ木区画整理事業（愛の町に地名変更）
- 北鴻巣駅西口土地区画整理事業（すみれ野に地名変更）
- 北新宿第二土地区画整理事業

### 深谷市
- 国済寺土地区画整理事業
- 中央土地区画整理事業
- ふかや花園駅前土地区画整理事業
- 岡中央土地区画整理事業
- 小前田駅前北西部土地区画整理事業
- 武川中央土地区画整理事業

### 上尾市
- 緑丘土地区画整理事業：組合施行（昭和42年完了）
- 西門前土地区画整理事業：組合施行（昭和46年完了）
- 浅間台土地区画整理事業：組合施行（昭和47年完了）
- 春日土地区画整理事業：組合施行（昭和50年完了）
- 原市五番土地区画整理事業：組合施行（昭和52年完了）
- 中分下特定土地区画整理事業：組合施行（昭和56年完了）
- 上平農住土地区画整理事業（組合施行、昭和60年完了）
- 鴨川土地区画整理事業：組合施行（昭和62年完了）
- 大谷北部第一特定土地区画整理事業：組合施行（昭和63年完了）
- 原市北部第一土地区画整理事業：組合施行（平成7年完了）
- 別所・西宮下土地区画整理事業：組合施行（平成12年完了）
- 上平塚土地区画整理事業：組合施行（平成15年完了）
- 中平塚土地区画整理事業：平成16年完了）
- 大谷北部第二土地区画整理事業
- 大谷北部第三特定土地区画整理事業：上尾市施行（平成21年完了）
- 原市北部第二土地区画整理事業：組合施行（平成21年完了）
- 町谷第一土地区画整理事業：組合施行（平成23年完了）
- 瓦葺東部土地区画整理事業：組合施行（平成23年完了）
- 原新町土地区画整理事業：組合施行（平成26年完了）
- 上平第三特定土地区画整理事業：組合施行（平成28年完了）
- 小泉土地区画整理事業：組合施行（平成28年完了）
- 大谷北部第二土地区画整理事業
- 大谷北部第四土地区画整理事業
- 上尾道路沿道中新井・堤崎土地区画整理事業

### 草加市
- 草加工業開発土地区画整理事業
- 草加八潮工業開発土地区画整理事業
- 瀬崎町土地区画整理事業
- 谷塚町土地区画整理事業
- 谷塚上町土地区画整理事業
- 飯生町土地区画整理事業
- 遊馬町土地区画整理事業
- 氷川町（草加駅西側）土地区画整理事業
- 新田西部土地区画整理事業
- 谷塚仲町土地区画整理事業
- 遊馬町第二土地区画整理事業
- 新田駅西口土地区画整理事業
- 新田駅東口土地区画整理事業

### 越谷市
- 北越谷土地区画整理事業
- 東小林土地区画整理事業
- 南越谷土地区画整理事業
- 東越谷第一土地区画整理事業
- 千間台土地区画整理事業
- 南部地区土地区画整理事業
- 東越谷第二土地区画整理事業
- 鷺高土地区画整理事業
- 花田土地区画整理事業
- 沼田土地区画整理事業
- 堂面土地区画整理事業
- 間久里土地区画整理事業
- 越谷駅西口土地区画整理事業
- 越谷レイクタウン特定土地区画整理事業：（都市再生機構施行）
- 七左第一土地区画整理事業（新越谷に地名変更）
- 東越谷土地区画整理事業
- 西大袋土地区画整理事業
- 恩馬中道土地区画整理事業

### 蕨市
- 錦町土地区画整理事業[1]

### 戸田市
- 戸田土地区画整理事業
- 後土地区画整理事業
- 中部土地区画整理事業
- 西部土地区画整理事業
- 北部土地区画整理事業
- 新曽第一土地区画整理事業
- 新曽第二土地区画整理事業

### 入間市[2]
- 武蔵藤沢駅周辺土地区画整理事業[3]：（市施行、昭和61年度から令和3年4月30日）
- 狭山台土地区画整理事業[4]：（市施行、平成5年度から平成30年9月14日）
- 入間市駅北口土地区画整理事業[5]：（市施行、平成3年度から令和24年度予定）
- 入間市扇西土地区画整理事業：（組合施行、昭和56年度から昭和61年9月30日）
- 入間市野田土地区画整理事業[6]：（組合施行、平成2年度から平成29年5月2日）
- 豊岡第一土地区画整理事業：（市施行、昭和63年度から平成17年11月18日）
- 扇台土地区画整理事業[7]：（市施行、平成5年度から令和7年度予定）

### 朝霞市
- 北朝霞土地区画整理事業
- 広沢土地区画整理事業
- 本町一丁目土地区画整理事業
- 向山土地区画整理事業
- 越戸土地区画整理事業
- 根岸台五丁目土地区画整理事業
- 岡一丁目土地区画整理事業
- 宮戸二丁目土地区画整理事業

### 志木市
- 富士前田子山土地区画整理事業[8]
- 西原特定土地区画整理事業[9]

### 和光市
- 丸山台土地区画整理事業
- 松ノ木島土地区画整理事業
- 野川土地区画整理事業
- 中央第二谷中土地区画整理事業
- 越後山土地区画整理事業
- 和光市駅北口土地区画整理事業
- 白子三丁目中央土地区画整理事業：組合施行
- 和光北インター地域土地区画整理事業：組合施行

### 新座市
- 志木駅前要請土地区画整理事業
- 志木駅前第2土地区画整理事業
- 志木駅西土地区画整理事業
- あぶみ田土地区画整理事業
- 東裏土地区画整理事業
- 北野特定土地区画整理事業
- 馬場土地区画整理事業
- 新開土地区画整理事業
- 中野土地区画整理事業
- 北野土地区画整理事業
- 新座駅南口土地区画整理事業
- 野火止七丁目地区土地区画整理事業
- 新座駅南口第2土地区画整理事業
- 野火止上土地区画整理事業
- 新座駅北口土地区画整理事業
- 新堀二丁目土地区画整理事業
- 栄・池田土地区画整理事業
- 大和田二・三丁目地区土地区画整理事業

### 桶川市
- 鴨川土地区画整理事業：（組合施行、昭和59年完了）
- 朝日土地区画整理事業：（組合施行、昭和60年完了）
- 若宮土地区画整理事業：（昭和59年完了）
- 下日出谷西土地区画整理事業：（組合施行、平成19年完了）
- 東部土地区画整理事業：（平成3年完了）
- 坂田東特定土地区画整理事業：（組合施行、平成22年完了）
- 神明特定土地区画整理事業：（組合施行、平成12年完了）
- 上日出谷南特定土地区画整理事業：組合施行
- 坂田西特定土地区画整理事業：組合施行
- 下日出谷東土地区画整理事業：組合施行

### 久喜市
特記なき場合、市施行（合併前の旧市町含む）。
- 太田土地区画整理事業：組合
- 栗原土地区画整理事業：組合
- 平沼土地区画整理事業：都市再生機構施行（UR）
- 吉羽土地区画整理事業：組合
- 青毛土地区画整理事業：組合
- 清久工業団地周辺土地区画整理事業：組合
- 菖蒲北部土地区画整理事業：都市再生機構施行（UR）
- 菖蒲中井土地区画整理事業：組合
- 菖蒲町菖蒲土地区画整理事業：個人
- 豊田土地区画整理事業
- 前沼特定土地区画整理事業：組合
- 美津児土地区画整理事業：組合
- 葛梅特定土地区画整理事業：組合
- 西大輪特定土地区画整理事業：組合
- 東鷲宮土地区画整理事業：組合
- 栗橋駅西土地区画整理事業
- 栗橋北二丁目地区土地区画整理事業：個人施行、施行中

### 北本市
- 久保特定土地区画整理事業[10]

### 八潮市
- 八潮南部東一体型特定土地区画整理事業
- 稲荷伊草第二土地区画整理事業
- 鶴ケ曽根・二丁目土地区画整理事業
- 西袋上馬場土地区画整理事業
- 大瀬古新田土地区画整理事業
- 八潮南部中央一体型特定土地区画整理事業：都市再生機構施行
- 八潮南部西一体型特定土地区画整理事業：埼玉県施行

### 富士見市
- みずほ台土地区画整理事業
- 針ヶ谷特定土地区画整理事業
- 榎町土地区画整理事業
- 勝瀬原土地区画整理事業
- 鶴馬1丁目土地区画整理事業
- 鶴瀬駅西口土地区画整理事業
- 御庵土地区画整理事業
- 鶴瀬駅東口土地区画整理事業
- 水子貝塚東土地区画整理事業
- 谷ッ合土地区画整理事業

### 三郷市
- 三郷インター南部南土地区画整理事業（組合施行）
- 三郷北部地区土地区画整理事業（組合施行）
- 早稲田土地区画整理事業
- 三郷インター南部土地区画整理事業（組合施行）
- 三郷インターＡ地区土地区画整理事業（組合施行）
- 三郷中央一体型特定土地区画整理事業：都市再生機構施行

### 蓮田市
- 南新宿土地区画整理事業
- 山ノ内下・関山下土地区画整理事業
- 馬込下蓮田土地区画整理事業
- 黒浜土地区画整理事業

### 坂戸市
- 駅南土地区画整理事業（第1工区）
- 駅南土地区画整理事業（第2工区）
- 浅羽野土地区画整理事業（第1工区）
- 浅羽野土地区画整理事業（第2工区）
- 粟生田土地区画整理事業（第1工区）：組合施行
- 粟生田土地区画整理事業（第2工区）
- 北坂戸土地区画整理事業
- 富士見土地区画整理事業
- 粟生田論所特定土地区画整理事業：組合施行（平成2年完了）
- 西坂戸土地区画整理事業：組合施行
- 石井土地区画整理事業
- 入西特定土地区画整理事業（坂戸ニューシティにっさい ）：旧住宅都市整備公団施行（平成14年完了）
- 坂戸中央2日の出町土地区画整理事業
- 片柳土地区画整理事業
- 関間四丁目土地区画整理事業
- 入西東部土地区画整理事業：組合施行

### 幸手市
- 幸手駅西口土地区画整理事業[11]

### 鶴ヶ島市
- 鶴ヶ島北部土地区画整理事業
- 浅羽野土地区画整理事業
- 富士見土地区画整理事業
- 川越・鶴ヶ島土地区画整理事業
- 新田土地区画整理事業
- 南西部第一期土地区画整理事業
- 一本松土地区画整理事業
- 若葉駅西口土地区画整理事業

### 日高市
- 高麗川駅西口土地区画整理事業
- 武蔵高萩駅北土地区画整理事業
- 明婦土地区画整理事業
- 寺脇土地区画整理事業

### 吉川市
- 吉川第一土地区画整理事業
- 吉川市保土地区画整理事業
- 吉川特定土地区画整理事業（都市再生機構施行）
- 吉川駅南土地区画整理事業（都市再生機構施行）
- 武蔵野操車場跡地地区土地区画整理事業（鉄道建設・運輸施設整備支援機構施行）
- 吉川中央土地区画整理事業（組合施行）
- 吉川美南駅東口周辺地区土地区画整理事業

### ふじみ野市
- 福岡北部土地区画整理事業
- 鶴ヶ岡土地区画整理事業
- 亀久保特定土地区画整理事業
- 大井・苗間第一土地区画整理事業
- 東久保土地区画整理事業
- 駒林土地区画整理事業

### 白岡市
- 白岡・篠津土地区画整理事業
- 原ヶ井戸・東土地区画整理事業
- 野牛・高岩土地区画整理事業
- 白岡駅東部中央土地区画整理事業

### 伊奈町
- 伊奈特定土地区画整理事業
- 伊奈町北部土地区画整理事業
- 伊奈町中央土地区画整理事業
- 伊奈町中部特定土地区画整理事業
- 伊奈南部土地区画整理事業
- 伊奈町小室第一土地区画整理事業

### 三芳町
- 三芳みずほ台特定土地区画整理事業
- 三芳町竹間沢土地区画整理事業
- 三芳町北松原土地区画整理事業
- 三芳町藤久保第一土地区画整理事業
- 三芳町富士塚土地区画整理事業

### 毛呂山町
- 長瀬特定土地区画整理事業[12]
- 武州長瀬駅南口土地区画整理事業[12]

### 越生町
- 越生駅東特定土地区画整理事業
- 上野東特定土地区画整理事業[13]
- 成瀬・大谷土地区画整理事業[13]

### 滑川町
- 森林公園駅南土地区画整理事業[14]
- 月輪土地区画整理事業[14]

### 嵐山町
- 平沢土地区画整理事業[15]

### 小川町
- 東武竹沢駅東口土地区画整理事業
- 大豆五駄土地区画整理事業[16]

### 川島町
- 三島地区土地区画整理事業[17]
- 川島インターチェンジ（仮称）北側土地区画整理事業[18]

### 吉見町
- 西吉見南部土地区画整理事業

### 鳩山町
- 今宿特定土地区画整理事業
- 今宿東土地区画整理事業

### 上里町
- 神保原駅南土地区画整理事業[19]

### 宮代町
- 道仏土地区画整理事業[20]

### 杉戸町
- 後宿土地区画整理事業[21]
- 杉戸西特定土地区画整理事業[21]

### 松伏町
- 田中土地区画整理事業[22]
- 外前野特定土地区画整理事業